# Ђоковић
Ђоковић је српско и црногорско презиме.

## Познате особе
- Дивна Ђоковић, српска глумица.
- Драгиша Ђоковић, црногорски и југословенски универзитетски професор и политичар.
- Душан Ђоковић, српски продуцент, син Дивне Ђоковић.
- Ђорђе Ђоковић, српски тенисер, брат Новака Ђоковића.
- Елеонора Вилд Ђоковић, српска кошаркашица.
- Иван Ђоковић, српски фудбалер.
- Илија Ђоковић, српски кошаркаш.
- Јелена Ђоковић, супруга Новака Ђоковића.
- Љубиша Ђоковић, српски политичар.
- Љубомир Ђоковић, српски лекар.
- Марко Ђоковић, српски тенисер, брат Новака Ђоковића.
- Новак Ђоковић, српски тенисер.
- Олга Ђоковић, српска кошаркашица.
- Часлав Ђоковић, српски композитор.